# Pacios (Begonte)
Pacios (llamada oficialmente San Martiño de Pacios) es una parroquia española del municipio de Begonte, en la provincia de Lugo, Galicia.

## Organización territorial
La parroquia está formada por once entidades de población, constando seis de ellas en el nomenclátor del Instituto Nacional de Estadística español:
- A Ponte de Arriba
- Camiño Real (O Camiño Real)
- Carballido
- Covos
- Ferreira
- O Pedroso (O Pedroso de Arriba)
- O Pedroso de Abaixo
- Os Carrachos
- Rañal
- Vilaflores

## Despoblado
Despoblado que forma parte de la parroquia:
- Lamela

## Demografía
| Gráfica de evolución demográfica de Pacios entre 2000 y 2019 |
|                                                              |
| Datos según el nomenclátor publicado por el INE.             |